# Бородаевка (Днепропетровская область)
Борода́евка (укр. Бородаївка) — село Каменского района Днепропетровской области Украины. Входит в Верхнеднепровскую городскую общину.
Код КОАТУУ — 1221082201. Население по переписи 2001 года составляло 938 человек.
До 2020 года было административным центром ликвидированного Бородаевского сельского совета Верхнеднепровского района, в который, кроме того, входило село Правобережное.

## Географическое положение
Село Бородаевка находится на правом берегу Каменского водохранилища,
выше по течению на расстоянии в 4 км расположено село Сусловка,
ниже по течению на расстоянии в 4 км расположено село Правобережное,
к селу примыкает село Павловка.
Через село проходит автомобильная дорога Н-08.

## История
- Первопоселенцем считается запорожский казак по прозвищу Бородай, основавший в XVIII веке на месте нынешнего села хутор. Потомки первопоселенца, носящие аналогичную фамилию, проживают в селе до сего дня.
- В 1752—1764 годах село Бородаевка входило в состав Новослободского казацкого полка.
- В конце XIX — начале XX века в селе Бородаевка ежегодно проводятся три ярмарки[3].
- В 1943 году около села располагался Бородаевский плацдарм.

### Известные люди
Родина советского разведчика П. Д. Гутцайта.

## Экономика
- Гранитный карьер.
- Детский оздоровительный лагерь «Прометей».

## Объекты социальной сферы
- Школа I ст.
- Детский сад.
- Дом культуры.
- Фельдшерско-акушерский пункт.

## Достопримечательности
- Братская могила советских воинов. В селе похоронен Герой Советского Союза Н. И. Иванов, отличившийся в боях за Бородаевский плацдарм. В селе похоронен Герой Советского Союза гвардии красноармеец Г.Г. Коньков, героически сражавшийся в боях за Бородаевский плацдарм. (Коньков, Геннадий Гаврилович)

## Транспорт
- Молочно-товарная, птице-товарная, свино-товарная и овце-товарная ферма, машинно-тракторные мастерские.

## Экология
- Клуб.
- Больница.
- Спортивная площадка.
- Стадион.